# 23e parallèle sud
Pour les articles homonymes, voir 23e parallèle.
En géographie, le 23e parallèle sud est le parallèle joignant les points de la surface de la Terre dont la latitude est égale à 23° sud

## Géographie

### Dimensions
Dans le système géodésique WGS 84, au niveau de 23° de latitude sud, un degré de longitude équivaut à 102,522 km ; la longueur totale du parallèle est donc de 36 908 km, soit environ 92 % de celle de l'équateur. Il en est distant de 2 545 km et du pôle Sud de 7 457 km,.

### Régions traversées
Le 23e parallèle sud passe au-dessus des océans sur environ 75 % de sa longueur. Du point de vue des terres émergées, il traverse l'Afrique (Namibie, Botswana, Afrique du Sud, Mozambique), Madagascar, l'Australie et l'Amérique du Sud (Chili, Argentine, Paraguay, Brésil).
Le tableau ci-dessous résume les différentes zones traversées par le parallèle, d'ouest en est :
| Zone             | Début                 | Fin                   | Longueur (km) |
| ---------------- | --------------------- | --------------------- | ------------- |
| Océan Atlantique | 23° 00′ S, 42° 00′ O  | 23° 00′ S, 14° 25′ E  | 5 784         |
| Afrique          | 23° 00′ S, 14° 25′ E  | 23° 00′ S, 35° 35′ E  | 2 170         |
| Océan Indien     | 23° 00′ S, 35° 35′ E  | 23° 00′ S, 43° 30′ E  | 812           |
| Madagascar       | 23° 00′ S, 43° 30′ E  | 23° 00′ S, 47° 48′ E  | 441           |
| Océan Indien     | 23° 00′ S, 47° 48′ E  | 23° 00′ S, 113° 50′ E | 6 770         |
| Australie        | 23° 00′ S, 113° 50′ E | 23° 00′ S, 150° 47′ E | 3 788         |
| Océan Pacifique  | 23° 00′ S, 150° 47′ E | 23° 00′ S, 70° 21′ O  | 14 237        |
| Amérique du Sud  | 23° 00′ S, 70° 21′ O  | 23° 00′ S, 44° 26′ O  | 2 657         |
| Amérique du Sud  | 23° 00′ S, 70° 21′ O  | 23° 00′ S, 44° 06′ O  | 2 691         |
| Baie de Sepetiba | 23° 00′ S, 44° 06′ O  | 23° 00′ S, 43° 39′ O  | 46            |
| Amérique du Sud  | 23° 00′ S, 43° 39′ O  | 23° 00′ S, 43° 16′ O  | 39            |
| Océan            | 23° 00′ S, 43° 16′ O  | 23° 00′ S, 42° 01′ O  | 128           |
| Arraial do Cabo  | 23° 00′ S, 42° 01′ O  | 23° 00′ S, 42° 00′ O  | 2             |

Le 23e parallèle est distant du tropique du Capricorne (23° 26' 22" S) d'un peu moins de 50 km.